# ماري غاوثورب
كانت ماري إليانور غاوثورب (12 يناير 1881 – 12 مارس 1973) اشتراكية إنجليزية وعضوًا في اتحاد نقابات العمال ومحررة وناشطة لنيل المرأة الحق في التصويت. وصفت غاوثورب من قبل ريبيكا ويست بأنها «قديسة ناشطة مرحة».

## حياتها
ولدت غاوثورب في وودهاوس، ليدز، لجون غاوثورب، الذي كان عاملًا في الجلد، وآني إليزا (ماونتين) غاوثورب. عملت والدتها، آني، في سن صغيرة جدًا في طاحونة إلى أن عرضت عليها أختها الأكبر سنًا منصبًا للعمل كمساعدة. كان لدى غاوثورب أربعة أخوة، توفيت طفلة والأخت الأكبر سنًا خلال سنة بسبب الإصابة بالتهاب رئوي حين كانت ماري تبلغ من العمر 7 أعوام، في حين عاشت الشقيقتان آني غاتنبي وجيمس آرثر حتى سن البلوغ.
بعد نيلها تأهيلًا كمدرسة في بلدتها الأم ليدز، وعملها في التدريس في مدرسة هيو لين في براملي، أصبحت غاوثورب اشتراكية وباتت ناشطة في الفرع المحلي للاتحاد الوطني للمعلمين. انضمت غاوثورب إلى حزب العمال المستقل، وفي عام 1906 أصبحت أمينة عامة لرابطة النساء العاملات التي كانت قد شكلت حديثًا. وانخرطت في حركة حق النساء في الاقتراع، وانضمت في عام 1905 إلى الاتحاد الاجتماعي والسياسي للمرأة. في عام 1906، تخلت غاوثورب عن مهنتها في التدريس لكي تصبح منظِّمة مدفوعة الأجر بدوام كامل للاتحاد الاجتماعي والسياسي للمرأة في ليدز. أتت سيلفيا بانكورست إلى ليستر في عام 1907 وانضمت إلى آليس هوكينز التي ألقت الخطابات التعريفية. وانضمت غاوثورب لهما وأسسن حضورًا للاتحاد الاجتماعي والسياسي للمرأة في مدينة ليستر. 
كانت غاوثورب عضوًا ناشطًا في نادي ليدز للفنون، بعد أن قدمها إلى النادي حبيبها الصحفي. جمعت صداقة وثيقة غاوثورب بألفريد أوراج الذي كان أستاذ زميلًا في مدرسة ابتدائية في ليدز. في سيرتها الذاتية، تصف غاوثورب المساحة الهادئة للقراءة ولقاءات مجموعة النادي التي كانت تتشارك المنطلقات الرئيسية مع الجمعية الفابية والجمعية الثيوصوفية. وعادة ما كان الأعضاء يحضرون اجتماعات للناديين الآخرين، وتصف غاوثورب كيف وقعت بين أيديها كتابات آني بيسانت في النادي، وكذلك أيضًا الأفكار الثيوصوفية عن الحقيقة والمساواة. شجع النادي النساء على المشاركة في المناظرات التي وصفتها غاوثورب بأنها «كانت تخلق وعيًا حول واقع فني جديد».
انضمت غاوثورب في وقت لاحق إلى كريستابيل بينكورست في ويلز، حيث اعتمدت على خلفيتها التي كانت تنتمي إلى الطبقة العاملة وعلى انخراطها في الحركة العمالية. خلال اجتماع في ويلز، نظمه سامويل إيفانز، الذي كان يطمح ليعاد انتخابه للبرلمان، أثارت غاوثورب، مع إتقانها للكنة الويلزية، قلق إيفانز بطرحها عليه أسئلة بلغته خلال اجتماعاته. بدأ رئيس الاجتماع النشيد الوطني الويلزي، إلا أن غاوثورب حولت ذلك إلى مصلحتها بعد أن قادت تأدية النشيد بصوتها الغني الذي «حاز على قلوب الناس».
في عام 1907، قادت غاوثورب حملة انتخابات مجلس العموم الفرعية. ونظمت اجتماعًا في الهواء الطلق في أبينغهام، وفيما كانت تقف على عربة إلى جانب عدد من النساء الأخريات، بدأ حشد «من شبان صاخبين برميها بحلوى 'بولز آيز' بطعم النعناع وأنواع أخرى من الحلوى». وردت غاوثورب التي لم تثبط عزيمتها من قبل أطفال مشاغبين، ربما كان ذلك يعود جزئيًا إلى الفترة التي عملت فيها كمعلمة، «الحلوى للحلوة»، مع ابتسامة على وجهها وواصلت محاججتها إلى أن رمى الحشد على رأسها البيض المسلوق فوقعت مغشيًا عليها. حملت غاوثورب إلى الخارج إلى أنها عادت في اليوم التالي، «كناشطة حقيقية لنيل المرأة حقها في التصويت»، بشجاعة وبسالة. كتبت سيلفيا بانكورست أن «الحادثة وروحها الشجاعة جعلاها بطلة الانتخابات».
قادت غاوثورب أيضًا حملة مع جيسي ستيفنسون ونيلي مارتيل في انتخابات مجلس العموم الفرعية في دائرة جارو. وتحدثت مع عدد من الجماهير، مثل مجموعة تضم أكثر من 200 مزارع، في 17 من شهر أبريل من عام 1908، في أبردين إكستشينج ستريت وفي مناسبات أخرى في تلك المنطقة، بما في ذلك تعرضها لمقاطعة في اجتماع لحركة الاعتدال في ستونهافن، لناشطات في نيل المرأة لحقها في الاقتراع كن يدعمن الساقيات، إلا أنها أعلنت أنها كانت أيضًا مصلحة في حركة الاعتدال.
تحدثت غاوثورث في مناسبات وطنية، بما في ذلك مسيرة في هايد بارك في عام 1908 كان عدد المشاركين فيها يزيد عن 200 ألف شخص.